# Vindesina

Vindesina

Vindesina é um fármaco utilizado como antineoplásico.